# Španjolska gripa
Španjolska gripa, skraćeno Španjolka, bila je pandemija gripe od koje je preminulo između 50 i 100 milijuna osoba širom svijeta. Uzročnik te gripe bio je podtip ptičje gripe H1N1. 
Pandemija Španjolske gripe započela je u ožujku 1918. godine i trajala je sve do lipnja 1920. godine. Obuhvatila je cijeli svijet.
Od španjolke je oboljela otprilike trećina stanovnika zemlje (između 500 i 600 milijuna), a smrtno je stradalo između 10 i 20 % oboljelih. Smatra se jednom od najvećih katastrofa u povijesti čovječanstva i može se mjeriti s epidemijom kuge u 14. stoljeću. Gdje je počela nije sigurno, no prozvana je španjolskom zbog prvih izvještavanja o njoj s tog područja. Stradale su osobe između 20 – 40 godina, što je neobično za gripu.[nedostaje izvor]

## Širenje i tijek pandemije
Prvi put se pojavila u siječnju 1918., a trajala je do lipnja 1920. godine. Virus se je širio vrlo velikom brzinom, dosežući pandemijske proporcije. Albert Gitchell, vojnik u Fort Rileyu u Američkoj saveznoj državi Kansas, 11. ožujka 1918. zabilježen je kao prvi poznati slučaj bolesti. Slučaj je službeno zabilježen kao epidemija upale pluća. Odlaskom u Europu, američki vojnici i civili prenijeli su pandemiju po cijelom kontinentu.